# Estudios negros

Mapa de África y la diáspora africana en el mundo

Los estudios negros (también llamados estudios afroamericanos) son una disciplina académica interdisciplinaria que se enfoca principalmente en el análisis de la historia, la cultura y la política de las comunidades de la diáspora africana y de África. El área abarca la literatura, historia, política y religión de origen afroamericano, canadiense, caribeño, latinoamericano, europeo, asiático, australiano y africano, además de campos como la sociología, antropología, estudios culturales, psicología, educación y numerosas otras disciplinas dentro de las humanidades y las ciencias sociales. La disciplina también emplea diversos tipos de técnicas de investigación. 
Los fuertes intentos de reconstrucción académica de la historia afroamericana se iniciaron a finales del siglo XIX (W. E. B. Du Bois, The Suppression of the African Slave-trade to the United States of America, 1896). Se incluyen entre los precursores de la primera mitad del siglo XX a Carter G. Woodson, Herbert Aptheker, Melville Herskovits y Lorenzo Dow Turner.  
En los Estados Unidos, los programas y departamentos de estudios afroamericanos se establecieron inicialmente en los años 60 y 70 como consecuencia del activismo interétnico de estudiantes y docentes en numerosas universidades, desencadenado por una huelga de cinco meses en la Universidad Estatal de San Francisco. En febrero de 1968, la Universidad Estatal de San Francisco empleó al sociólogo Nathan Hare con la tarea de dirigir el primer programa de estudios afroamericanos y redactar una propuesta para el primer Departamento de Estudios Negros. Este departamento fue establecido en septiembre de 1968 y alcanzó la condición oficial al concluir la huelga de cinco meses en la primavera del 1969. Las perspectivas de Hare se asemejaban a las del movimiento Black Power y sostenía que el departamento necesita fortalecer a los alumnos de raza negra. La instauración de programas y departamentos para estudiantes de raza negra fue una exigencia habitual en las manifestaciones y reuniones de estudiantes de minorías y sus aliados, quienes percibían que sus culturas e intereses eran ignorados por las estructuras académicas convencionales.
Además, se establecieron departamentos, programas y programas de estudios negros en el Reino Unido,   el Caribe,  Brasil,  Canadá,  Colombia,   Ecuador,  y Venezuela . 

## Nombres de la disciplina académica
La disciplina académica tiene múltiples denominaciones. Explica Mazama (2009):
En el apéndice de su Manual de Estudios Negros publicado recientemente, Asante y Karenga señalan que "el nombre de la disciplina" sigue "sin resolver" (Asante y Karenga, 2006, pág. 421). Esta observación surgió como resultado de una amplia encuesta sobre los programas de Estudios Negros existentes, que llevó a los editores a identificar una multiplicidad de nombres para la disciplina: Estudios Africanos, Estudios Africanos y de la Diáspora Africana, Estudios Africanos/del Mundo Negro, Estudios Panafricanos, Africología, Estudios Africanos y del Nuevo Mundo, Estudios Africanos-Especialidad, Estudios del Mundo Negro, Estudios Latinoamericanos, Estudios Latinoamericanos y del Caribe, Estudios Negros e Hispánicos, Estudios Africanos y Latinoamericanos, Estudios Africanos y Afroamericanos, Estudios Negros e Hispánicos, Estudios Afroamericanos, Estudios Afroamericanos, Programa de Educación Afroamericana, Estudios Afro-Étnicos, Estudios Étnicos Americanos, Estudios Americanos-Énfasis Afroamericano, Estudios Negros, Culturas Americanas Comparadas, Programas de Estudios Étnicos, Estudios Raciales y Étnicos. 
Okafor (2014) aclara:
Lo que parece impulsar estos nombres distintivos es una combinación de factores: la experiencia compuesta de su facultad, las áreas de especialización de su facultad y las visiones del mundo de la facultad que compone cada unidad. Por cosmovisión me refiero a la cuestión de si la facultad constituyente en un contexto determinado manifiesta alguna o una combinación de las siguientes visiones de nuestro proyecto:
- una visión doméstica de los estudios negros que los ve como centrados exclusivamente en los asuntos de los afroamericanos de los Estados Unidos que descienden de la generación de africanos esclavizados
- una visión diaspórica de los estudios negros que incluya los asuntos de todos los descendientes de africanos en el Nuevo Mundo, es decir, las Américas: América del Norte, América del Sur y el Caribe.
- una visión globalista de los estudios negros, es decir, un punto de vista que piensa en términos de un mundo africano, un mundo que abarca comunidades de origen africano que están dispersas por todo el mundo y el propio continente africano. 

La diversidad de nombres en los Estudios Negros también muestra los contextos históricos y sociopolíticos donde estos programas emergieron. Por ejemplo, conceptos como "estudios afroamericanos" surgieron en el contexto del movimiento por los derechos civiles, poniendo énfasis en la vivencia afroamericana y la batalla por la equidad racial. En cambio, conceptos más modernos como "estudios africanos" y "estudios panafricanos" evidencian un compromiso más extenso con la vivencia negra a nivel mundial, incluyendo las conexiones a través de la dispersión africana y un reconocimiento de las influencias a nivel global.

## Académicos destacados en estudios negros
África
- Micere Mugo

Brasil
- Lélia Gonzalez
- Abdias Nascimento
- Beatriz Nascimento

Caribe
- Carole Boyce Davies
- Horace Campbell
- Oliver Cromwell Cox
- Elsa Goveia
- C.L.R. James
- Walter Rodney
- Kwame Ture
- Sylvia Wynter

Reino Unido
- Kehinde Andrews
- Kwame Anthony Appiah
- Hazel Carby
- Paul Gilroy

Estados Unidos
- Abdul Alkalimat
- Shawn Alexander
- Molefi Kete Asante
- M.K. Asante Jr.
- Houston A. Baker Jr.
- Robert Chrisman
- Bill Cole
- Patricia Hill Collins
- Edward W. Crosby
- Allison Davis
- Angela Y. Davis
- St. Clair Drake
- W. E. B. Du Bois
- Michael Eric Dyson
- Gerald Early
- John Hope Franklin
- E. Franklin Frazier
- Henry Louis Gates Jr.
- Farah Griffin
- Vincent Harding
- Nathan Hare
- Melissa Harris-Perry
- Saidiya Hartman
- Melville Herskovits
- Lena Hill
- bell hooks
- Charles S. Johnson
- Maulana Karenga
- Robin D.G. Kelley
- Glenn C. Loury
- Manning Marable
- Janis Mayes
- Fred Moten
- Mark Anthony Neal
- Adolph Reed
- Cedric Robinson
- Tricia Rose
- Milton Sernett
- Christina Sharpe
- Tracy Denean Sharpley-Whiting
- Renate Simson
- Geneva Smitherman
- Robert B. Stepto
- Conrad Tillard
- Akinyele Umoja
- Cornel West
- William Julius Wilson
- Carter G. Woodson
- Cynthia A. Young

## Lectura adicional
- Alkalimat, Abdul (2021). The History of Black Studies. London: Pluto Press. ISBN 9780745344225.
- Biondi, Martha. The Black Revolution on Campus. University of California Press, 2014.
- Ferguson, Stephen. Philosophy of African American Studies: Nothing Left of Blackness. Palgrave Macmillan, 2015.
- Higgins, Andrew Stone. Higher Education for All: Racial Inequality, Cold War Liberalism, and the California Master Plan. University of North Carolina Press, 2023.
- Kendi, Ibram X. The Black Campus Movement: Black Students and the Racial Reconstitution of Higher Education, 1965–1972. Palgrave Macmillan, 2012.
- Rooks, Noliwe M. White Money/Black Power: The Surprising History of African American Studies and the Crisis of Race in Higher Education. Beacon Press, 2007.

- Datos: Q383968
- Multimedia: African American history / Q383968